# Game Face
Game Face è il decimo album del rapper statunitense Master P, pubblicato nel 2001.
Su Metacritic ottiene un punteggio pari a 40/100.
| Recensione           | Giudizio |
| -------------------- | -------- |
| AllMusic             | [ 1 ]    |
| Rolling Stone        | [ 3 ]    |
| Entertainment Weekly | B−       |
| Vibe                 | [ 5 ]    |
| HipHopDX             | [ 6 ]    |

## Tracce
1. Take It Outside – 2:20
2. Ghetto Ballin' (featuring Lil' Romeo & Silkk The Shocker) – 3:42
3. Ooohhhwee (featuring Weebie) – 4:13
4. Real Love (featuring Sera-Lynn) – 3:39
5. We Want Dough – 3:25
6. The Block – 2:55
7. A Woman – 2:40
8. Back on Top (featuring Silkk The Shocker, Lil' Romeo & C-Murder) – 3:50
9. The Farm – 3:16
10. What I'm Bout – 3:13
11. Whoadie Gone – 4:07
12. I Don't – 2:48
13. Rock It (featuring Weebie & Krazy) – 3:51
14. Lose It and Get It Back – 4:23

## Classifiche
| Classifica (2002)         | Posizione massima |
| ------------------------- | ----------------- |
| Stati Uniti               | 53                |
| US Top R&B/Hip-Hop Albums | 12                |